# Ab Gootjes
Ab Gootjes (Amsterdam, 5 luglio 1931 – 3 aprile 2020) è stato un cestista olandese.
Era il marito di Gien Fronczek.

## Carriera
Con i Paesi Bassi ha disputato i Campionati europei del 1951.